# Wereldkampioenschap voetbal 1942
De 4e editie van de FIFA wereldkampioenschap voetbal was oorspronkelijk gepland in 1942, maar is door de uitbraak van de Tweede Wereldoorlog afgelast.
Op het 23e congres van de FIFA op 13 augustus 1936 te Berlijn had Duitsland zich aangemeld als kandidaat. In juni 1939 meldde ook Argentinië zich aan. Het toernooi werd afgelast voordat het toernooi aan een van beide landen was toegewezen.
De oorlog zorgde er ook voor dat er in 1946 geen wereldkampioenschap gehouden werd.
In 2011 ging de Italiaans-Argentijnse mockumentary Il Mundial dimenticato in première. De film gaat over een hypothetisch wereldkampioenschap in 1942.